# Bieriezanskaja
Bieriezanskaja (ros. Березанская) – stanica w Rosji, w Kraju Krasnodarskim, w rejonie wysiełkowskim. W 2010 liczyła 6968 mieszkańców.